# Академическая гребля на летней Универсиаде 2013
Соревнования по академической гребле на XXVII Всемирной Летней Универсиаде прошли с 6 по 8 июля. Было разыграно 13 комплектов наград. Первое место в общем медальном зачёте заняла сборная России, завоевавшая 3 золотых, 1 серебряную и 3 бронзовые медали.

## События
Пройдёт восемь соревнований для мужчин и шесть для женщин. Соревнования включают в себя использование двух типов лодки (тяжёлых и лёгких), и два стиля гребли: распашная гребля, где спортсмены используют по одному веслу, и парная гребля, где используются пара вёсел.

## Календарь
| П | Предварительный раунд | ½ | Полуфиналы | Ф | Финал |

| Турнир                    | Турнир  | 6 июля День 1 | 7 июля День 2 | 7 июля День 2 | 8 июля День 3 |
| ------------------------- | ------- | ------------- | ------------- | ------------- | ------------- |
| Одиночки                  | мужчины | П             | ½             | ½             | Ф             |
| Одиночки                  | женщины | П             | Ф             | Ф             |               |
| Одиночки, лёгкий вес      | мужчины | П             | ½             | ½             | Ф             |
| Одиночки, лёгкий вес      | женщины | П             | ½             | ½             | Ф             |
| Двойки                    | мужчины | П             |               |               | Ф             |
| Двойки парные             | мужчины | П             | ½             | ½             | Ф             |
| Двойки парные             | женщины | П             | ½             | Ф             |               |
| Двойки парные, лёгкий вес | мужчины | П             |               |               | Ф             |
| Двойки парные, лёгкий вес | женщины | П             | Ф             | Ф             |               |
| Четвёрки                  | мужчины | П             | Ф             | Ф             |               |
| Четвёрки                  | женщины | П             |               |               | Ф             |
| Четвёрки, лёгкий вес      | мужчины | П             | Ф             | Ф             |               |
| Восьмёрки                 | мужчины | П             |               |               | Ф             |

## Общий медальный зачёт
| Место | Страна     | Золото | Серебро | Бронза | Всего |
| ----- | ---------- | ------ | ------- | ------ | ----- |
| 1     | Россия     | 3      | 1       | 3      | 7     |
| 2     | Германия   | 3      | 1       | 0      | 4     |
| 3     | Литва      | 3      | 0       | 0      | 3     |
| 4     | Украина    | 1      | 4       | 3      | 8     |
| 5     | Беларусь   | 1      | 1       | 0      | 2     |
| 5     | ЮАР        | 1      | 1       | 0      | 2     |
| 7     | Австрия    | 1      | 0       | 0      | 1     |
| 8     | Италия     | 0      | 1       | 2      | 3     |
| 9     | Франция    | 0      | 1       | 1      | 2     |
| 10    | Мексика    | 0      | 1       | 0      | 1     |
| 10    | Польша     | 0      | 1       | 0      | 1     |
| 10    | Чехия      | 0      | 1       | 0      | 1     |
| 13    | Венгрия    | 0      | 0       | 1      | 1     |
| 13    | Япония     | 0      | 0       | 1      | 1     |
| 13    | Нидерланды | 0      | 0       | 1      | 1     |
| 13    | Латвия     | 0      | 0       | 1      | 1     |
| Всего | Всего      | 13     | 13      | 13     | 39    |

## Медалисты

### Мужчины
| Категория                 | Золото | Серебро | Бронза |
| Одиночки                  | Миндаугас Гришконис Литва (LTU) | Патрик Лолихер Мексика (MEX) | Сергей Гуменный Украина (UKR) |
| Одиночки, лёгкий вес      | Юлиус Пешель Германия (GER) | Ежи Ковальский Польша (POL) | Габор Чепреги Венгрия (HUN) |
| Двойки                    | Россия Александр Чаукин Юрий Пшеничников | Украина Антон Холязников Виктор Гребенников | Франция Жан Нури Уго Лаборд |
| Двойки парные             | Литва Роландас Мащинскас Саулюс Риттер | Украина Иван Довгодько Александр Надтока | Россия Дмитрий Хмыльнин Денис Прибыл |
| Двойки парные, лёгкий вес | Австрия Пауль Зибер Бернхард Зибер | Украина Игорь Хмара Станислав Ковалёв | Италия Симоне Мольтени Леоне Мария Барбаро |
| Четвёрки                  | Германия Янн-Эдцард Юнкманн Милан Джамбашевич Кай Рюкбродт Александр-Николас Эглер                                                                      | Италия Симоне Феррарезе Симоне Мартини Маттия Боскелли Элия Салани                                                                                   | Россия Андрей Столяров Василий Степанов Михаил Белов Денис Никифоров                                                                                                 |
| Четвёрки, лёгкий вес      | Германия Тобиас Францманн Штефан Валлат Даниэль Визготт Лассе Антчак                                                                                    | Франция Морган Монуар Бартелеми Агостен Клеман Фонта Эдуар Жуанвиль                                                                                  | Япония Масато Кобаяси Хирохидэ Сакагами Юсукэ Сато Юсаку Араки |
| Восьмёрки                 | Россия Лев Гриценко Виктор Мисюткин Ростислав Дрожжачих Георгий Ефременко Иван Баландин Николай Баландин Антон Заруцкий Даниил Андриенко Павел Сафонкин | Украина Денис Чёрный Станислав Чумраев Иван Юрченко Василий Завгородный Виталий Цуркан Иван Футрик Дмитрий Михай Анатолий Радченко Владислав Никулин | Нидерланды Хюго ван Велзен Винсент ван дер Лер Стеф Брунинк Мартен ван Блокланд Жонатан Лемер Герт Хемминга Менно ван Блиттерсвейк Мэтью Клейне Пюнте Марк Хюммелинк |

### Женщины
| Категория                 | Золото                                                                               | Серебро                                                          | Бронза                                                                    |
| Одиночки                  | Наталия Довгодько Украина (UKR)                                                      | Йитка Антошова Чехия (CZE)                                       | Элиза Гулбе Латвия (LAT)                                                  |
| Одиночки, лёгкий вес      | Кирстен Макканн ЮАР (RSA)                                                            | Ольга Аркадова Россия (RUS)                                      | Элеонора Тривелла Италия (ITA)                                            |
| Двойки парные             | Литва Доната Виштартайте Милда Вальчюкайте                                           | Беларусь Татьяна Кухта Екатерина Шлюпская                        | Украина Анна Кравченко Елена Буряк                                        |
| Двойки парные, лёгкий вес | Беларусь Ирина Лескова Алёна Кривошеенко                                             | Германия Катрин Тома Нора Вессель                                | Россия Анна Языкова Наталья Варфоломеева                                  |
| Четвёрки                  | Россия Юлия Позднякова Оксана Стрелкова Анастасия Карабельщикова Александра Фёдорова | ЮАР Клер-Луиз Боде Кэтрин Старк Кейт Кристовиц Холли-Джин Нортон | Украина Катерина Шеремет Илона Романеску Евгения Нимченко Дарья Верхогляд |